# مارثا تريسي
مارثا تريسي (بالإنجليزية: Martha Tracy)‏ هي كيميائية أمريكية، ولدت في 10 أبريل 1876 في بلينفيلد (نيوجيرسي) في الولايات المتحدة، وتوفيت في 22 مارس 1942 في فيلادلفيا في الولايات المتحدة.